# Devonte Green
Devonte Green (nacido el 2 de febrero de 1997 en West Babylon, Nueva York) es un jugador profesional estadounidense de baloncesto que pertenece a la plantilla de los Norrköping Dolphins de la Svenska basketligan. Mide 1,91 metros y juega en la posición de escolta.

## Profesional
Es un escolta formado en Long Island Lutheran Middle and High School de Brookville en Nueva York antes de formar parte de la Universidad de Indiana Bloomington, en la que ingresó en 2016 para jugar durante cuatro temporadas con los Indiana Hoosiers. Durante la temporada 2019-20 promedió 10.8 puntos, 2.7 rebotes y 2.1 asistencias por partido.
Tras no ser elegido en el draft de la NBA de 2020, el 15 de agosto de 2020, firma por el Charilaos Trikoupis B.C. de la A1 Ethniki griega.
El 13 de noviembre de 2021, firma por el Larisa B.C. de la A1 Ethniki griega.
En la temporada 2022-23, firma por el Atomerőmű SE de la NB I/A húngara.
El 25 de noviembre de 2022, firma por el Al-Ahly-Tripoli de la liga de baloncesto de Libia.